# Anastasiia Matrosova
Anastasiia Matrosova (ukrainien : Анастасія Матросова), née le 3 janvier 1982 à Kiev, est une judokate ukrainienne.

## Palmarès international en judo
| Championnats d'Europe | Championnats d'Europe | Championnats d'Europe |
| Année                 | Médaille              | Catégorie             |
| --------------------- | --------------------- | --------------------- |
| 2000                  | bronze                | –78 kg                |
| 2002                  | bronze                | –78 kg                |
| 2004                  | bronze                | –78 kg                |
| 2005                  | bronze                | –78 kg                |